# حسین حبری
حسین حبری (Hissène Habré) (زاده ۱۳ اوت ۱۹۴۲ – درگذشته ۲۴ اوت ۲۰۲۱) دیکتاتور پیشین چاد بود که از ۱۹۸۲ تا ۱۹۹۰ ریاست‌جمهوری آن کشور را در دست داشت.
حسین حبری که به پینوشه آفریقا معروف است به جنایت جنگی، شکنجه و جنایت علیه بشریت متهم است. او سرانجام در سال ۱۹۹۰ پس از یک کودتا برکنار شد و به سنگال فرار کرد و از بیست و سه سال گذشته در ویلای خود در این کشور زندگی می‌کرد.
به گفته یک کمیسیون تحقیقاتی، در دوران ریاست جمهوری حسین حبری، چهل هزار نفر از مخالفان او توسط پلیس سیاسی‌اش به قتل رسیدند که بسیاری در گورهای دسته جمعی دفن شدند.

## حکومت
در ۱۹۸۰، حسین حبری، وزیر دفاع، به تحریک فرانسه با یک کودتای نظامی قدرت را در دست گرفت. وی با یاری فرانسه و آمریکا (جنگی را) علیه معمر قذافی که از مخالفان او دفاع می‌کرد برپا کرد و این مسئله باعث جدایی میان جمعیت‌های شمال چاد و مسیحیان و مسلمانانِ جنوبِ این کشور شد. گسستگی قومیت‌های چاد ثمرهٔ آن جنگ است. هر قومیتی که در شمال و جنوب این کشور، تهدیدی برای رژیم شمرده می‌شد، تحت آزار قرار گرفت.
رژیم تک‌حزبی حبری طی سال‌های حکومت وی اعضای بسیاری از گروه‌های قومی چاد را تحت تعقیب قرار داده و به قتل رساند. حبری مسئول قتل نزدیک به ۴۰ هزار انسان و شکنجه دویست هزار نفر دیگر به شمار می‌آید. حبری تا سال ۱۹۹۰ در قدرت باقی ماند و سپس به دست ژنرال ارتش «ادریس دبی» سرنگون شد. او در سال ۲۰۰۵ و در تبعیدگاه خود در سنگال بازداشت شد. در سال ۲۰۰۶ اتحادیه آفریقا «به نام ملت‌های آفریقا» از دولت سنگال محاکمه وی را خواستار شد.

در سال ۲۰۰۸ دادگاه اِنجامِنا پایتخت چاد، او را به اعدام محکوم کرد و در ۲۴ اوت ۲۰۲۱ در زندان درگذشت. برخی رسانه‌ها علّت مرگ او را بیماری کرونا اعلام کردند. 